# БАЗ А08111 «Волошка»
БАЗ А08111 «Волошка» — 7,7-метровий приміський автобус середнього класу українського виробництва. Автобус виготовляється на Бориспільському автобусному заводі з 2011 року. У порівнянні з попередньою моделлю БАЗ А08110, цей автобус має збільшену кількість пасажирських сидінь, 22 замість 14-ти, і може використовуватися на міських та приміських маршрутах. Автобус має двоє пневматичних дверей, передні двері двостулкові і двигун Hino HA6DTI3N-BSIII Євро-3..
Автобус створений на шасі індійської фірми Ashok Leyland і має високий ступінь уніфікації з міським автобусом А08110 і туристичним А08120.

## Опис
За свого попередника він просторіший, зручніший для посадки. В А08110 зовсім інша конфігурація салону. Він вміщує 43 пасажирів, з яких 22 занайдуть місця на сидіннях. Автобус оснащений двома автоматичними дверима з можливістю ручного відкриття.
Новий автобус побудований на шасі Ashok Leyland Eagle і має переднє розташування двигуна. Дизельний двигун Hino HA6DT13N-BSIII об'ємом 5,76 л розвиває 160 к.с. і відповідає нормам Євро-3. А081.11 комплектується 5-ст. механічною КПП ZF 5-36OD, кермом з гідропідсилювачем і двохконтурною пневматичною системою з АБС. Передня і задня підвіска залежна, на двох параболічних ресорах зі стабілізатором поперечної стійкості і двома телескопічними гідравлічними амортизаторами, шини 235/75R17,5. БАЗ-А08111 має довжину 7700 мм і вагу 5,2 т.

## Модифікації
- Еталон А08111 "Волошка" — 7,7-метровий міський автобус середнього класу, всього 43 місця, 23 місць для сидіння, двоє пневматичних дверей, передні двері двостулкові, з двигуном Hino HA6DTI3N-BSIII Євро-3 (всього виготовлено 60 автобусів).
- Еталон А08111ш — 7,7-метровий шкільний автобус на основі Еталон А08111 "Волошка" (всього виготовлено 88 автобусів).